# 22ns Japan Record Awards
La gala dels 22ns Japan Record Awards es va celebrar el 31 de desembre de 1980 al Teatre Imperial de Tòquio i fou emés en directe per la Tokyo Broadcasting System (TBS) i la seua xarxa de canals afiliats. L'emissió començà a les 19:00 hores (hora japonesa) i finalitzà a les 20:55 hores. El presentador i mestre de cerimònies fou en Keizō Takahashi per dotzena vegada consecutiva.
En aquesta edició, el Gran Premi del certamen fou per a n'Aki Yashiro per la cançó "Ame no Bojō" (雨の慕情). El premi al millor vocalista fou per a na Harumi Miyako i la cançó "Ōsaka Shigure" (大阪しぐれ).

## Presentadors
| Nom                |                                       |
| ------------------ | ------------------------------------- |
| Keizō Takahashi    | Presentador principal per 12na vegada |
| Kentarō Watanabe   | Co-moderador de la TBS                |
| Yoshiko Nakada     | Co-moderadora, actriu                 |
| Takae Mikumo       | Reportera al Teatre Imperial          |
| Kazuhiko Matsumiya | Reporter al centre del jurat          |

## Premiats
| Gran Premi (大賞) | Premi al millor vocalista (最優秀歌唱賞) |
| --- | --- |
| - Aki Yashiro per "Ame no Bojō" | - Harumi Miyako per "Ōsaka Shigure" |
| Premi al millor artista novell (最優秀新人賞) | Premi d'or (金賞) |
| - Toshihiko Tahara per "Hattoshite! Good" | - Aki Yashiro per "Ame no Bojō" - Sachiko Kobayashi per "Arekara Ichinen Tachimashita" - Harumi Miyako per "Ōsaka Shigure" - Hiromi Iwasaki per "Ginga Densetsu" - Mayumi Itsuwa per "Koibito yo" - Kenji Sawada per "Sakaba de DABADA" - Hideki Saijō per "Santa Maria no Inori" - Monta & Brothers per "Dancing All Night" - Hiroshi Itsuki per "Futari no Yoake" - Mizue Takada per "Watashi wa Piano" |
| Premi a l'artista novell (新人賞) | Premi al millor lletrista (作詩賞) |
| - Yoshimi Iwasaki per "Anata Iro no Manon" - Naoko Kawai per "Young Boy" - Toshihiko Tahara per "Hattoshite! Good" - Seiko Matsuda per "Aoi Sangoshō" - Kazuko Matsumura per "Kaette Koi yo" | - Tetsuya Takeda per "Okuru Kotoba" |
| Premi al millor compositor (作曲賞) | Premi al millor arranjador (編曲賞) |
| - Yoshinori Monta per "Dancing All Night" | - Tsugutoshi Gotō per "TOKIO" |
| Premi al millor àlbum (ベスト・アルバム賞) | Premi a les millors vendes (ロング・セラー賞) |
| - Tsuyoshi Nagabuchi per "Gyakuryū" - Yellow Magic Orchestra per "Solid State Survivor" - Tatsurō Yamashita per "Moonglow"                                                                   | - Los Indios & Silvia per "Wakaretemo Sukina Hito" |
| Premi a la millor planificació (企画賞) | Premi especial del públic (特別大衆賞) |
| - Nippon Columbia per "Shōwa no Hayariuta" - King Records per "Peggy Hayama ni Yoru Renka" - Toshiba-EMI per "Duke Aces no Chorus no Nakamatachi"                                            | - Momoe Yamaguchi |
| Premi especial (特別賞) | Premi als assoliments (日本レコード大賞顕彰) |
| - Ichimaru - Takao Saeki - Ichirō Fujiyama | - Tasuku Sano (Saxofonista i clarinetista) - Kazuo Tanaka (Percussionista) - Raymond Conde (Clarinetista) - Kiichi Tazawa (Pianista) - Sō Nishizawa (Lletrista) |
| Premi TBS (TBS賞) | Premi Toyota (トヨタ賞) |
| - Kaientai (al millor patrocinador) | - Aki Yashiro per "Ame no Bojō" |